# WrestleMania Backlash (2022)
WrestleMania Backlash 2022 là một sự kiện đấu vật chuyên nghiệp pay-per-view (PPV) và WWE Network, sản xuất bởi WWE cho thương hiệu Raw và SmackDown. Nó diễn ra vào ngày 8/5/2025, tại Dunkin' Donuts Center ở Providence, Rhode Island; đây là lần thứ 3 BackLash tổ chức tại Dunkin' Donuts Center sau các lần vào năm 1999 và 2009. Đây cũng là Backlash thứ hai được tổ chức dưới cái tên này sau sự kiện năm trước, do đó chính thức đổi tên chuỗi sự kiện thành WrestleMania Backlash.
Sáu trận đấu đã được diễn ra tại sự kiện. Trong trận đấu tâm điểm, The Bloodline (Roman Reigns và The Usos (Jey Uso và Jimmy Uso) đã đánh bại Drew McIntyre và RK-Bro (Randy Orton và Riddle) trong một trận đấu đồng đội sáu người. Trong các trận đấu nổi bật khác, Ronda Rousey đã đánh bại Charlotte Flair trong trận đấu "I Quit" để giành chức vô địch SmackDown Women's Championship.

## Tổ chức
| Vai trò                          | Tên                        |
| -------------------------------- | -------------------------- |
| Bình luận viên tiếng Anh         | Michael Cole (SmackDown)   |
| Bình luận viên tiếng Anh         | Pat McAfee (SmackDown)     |
| Bình luận viên tiếng Anh         | Jimmy Smith (Raw)          |
| Bình luận viên tiếng Anh         | Corey Graves (Raw)         |
| Bình luận viên tiếng Anh         | Byron Saxton (Raw)         |
| Bình luận viên tiếng Tây Ban Nha | Marcelo Rodriguez          |
| Bình luận viên tiếng Tây Ban Nha | Jerry Soto                 |
| Thông báo viên sàn đấu           | Mike Rome (Raw)            |
| Thông báo viên sàn đấu           | Samantha Irvin (SmackDown) |
| Trọng tài                        | Danilo Anfibio             |
| Trọng tài                        | Jason Ayers                |
| Trọng tài                        | Jessika Carr               |
| Trọng tài                        | Dan Engler                 |
| Trọng tài                        | Eddie Orengo               |
| Trọng tài                        | Chad Patton                |
| Người phỏng vấn                  | Sarah Schreiber            |
| Người điều khiển trước trận đấu  | Kayla Braxton              |
| Người điều khiển trước trận đấu  | Kevin Patrick              |
| Người điều khiển trước trận đấu  | John "Bradshaw" Layfield   |
| Người điều khiển trước trận đấu  | Peter Rosenberg            |
| Người điều khiển trước trận đấu  | Booker T                   |

### Các trận đấu sơ bộ
Sự kiện bắt đầu bằng trận đấu giữa Cody Rhodes và Seth "Freakin" Rollins. Trong trận đấu, Rollins tiếp đất bằng đôi chân của mình và Rhodes thực hiện một Superkick lên Rollins. Rhodes leo lên dây đai cao nhất sàn đấu và bị Rollins cắt đứt, người khiến anh ta bối rối. Rollins lăn lộn để kiếm Falcon Arrow, nhưng Rhodes phản công thành Cross Rhodes. Rhodes đã thử cú Vertebreaker; tuy nhiên, Rollins đã đảo ngược tình thế trong khi cố gắng giữ quần bó của Rhodes, nhưng Rhodes đã đảo ngược tình thế của mình trong khi giữ quần bó của Rollins để giành chiến thắng trong trận đấu.
Tiếp theo, Bobby Lashley đối mặt với Omos (đi cùng là MVP). Trong suốt trận đấu, Lashley cố gắng áp dụng Hurt Lock lên Omos trong giây lát, nhưng Omos đã có thể thoát ra. Trong đoạn cao trào, Lashley cố gắng tung cú Spear nhưng Omos đã bắt được anh ta bằng đầu gối của mình và đưa Lashley đến cột trụ. Trong lúc trọng tài mất tập trung, MVP đã dùng gậy đánh vào mặt Lashley, cho phép Omos thực hiện cú Bom Choke vào Lashley để giành chiến thắng trong trận đấu.
Trận đấu thứ ba giữa AJ Styles và Edge, với việc Damian Priest bị cấm đến khu vực sàn đấu. Vào đầu trận đấu, Styles đã truy đuổi Edge một cách hung hãn bằng những cú đấm. Styles thả Edge xuống sàn và thực hiện cú Asai Moonsault trên Edge. Quay trở lại sàn đấu, khi Styles cố gắng cú Phenomenal Forearm, Edge đã cắt đứt anh ta bằng một chiếc ủng vào vai bị thương của Styles. Một thời gian ngắn sau khi Edge nhắm vào phần vai bị thương của Styles, Styles đã thực hiện cú Pele Kick trên Edge. Khi Styles lên dây thừng sàn đấu, Damian Priest bước ra và đứng trên lối đi. Finn Bálor sau đó chạy ra và ẩu đả với Priest, đưa anh ta ra khỏi sàn đấu. Trong những khoảnh khắc kết thúc, một người đeo mặt nạ đã xô Styles ra khỏi sợi dây trên cùng. Edge đã áp dụng cú Crossface trên Styles, người đã bất tỉnh, do đó chiến thắng trong trận đấu. Sau trận đấu, người đeo mặt nạ đã tham gia cùng Edge trong võ đài. Người thứ hai khuỵu một gối xuống trước mặt anh ta, và Edge ra hiệu cho người đó đứng lên. Người đeo mặt nạ tiết lộ mình là Rhea Ripley, do đó được thêm vào nhóm The Judgment Day. Edge và Ripley giơ tay ăn mừng chiến thắng.
Sau đó, Charlotte Flair đã bảo vệ chức vô địch SmackDown Women's Championship trước Ronda Rousey trong một trận đấu "I Quit". Đầu trận, Flair thực hiện một pha German Suplex lên Rousey. Tại phía dưới sàn đấu, Flair rút một thanh kiếm đạo bên dưới sàn đấu. Rousey lấy vũ khí từ cô ấy và đuổi theo Flair, người đã chạy lên sân khấu và đi ra phía sau. Flair quay lại với hai cây gậy kiếm đạo và đánh Rousey bằng cây gậy. Flair chộp lấy một chiếc máy ảnh và ném nó về phía Rousey, người sau đó nhảy qua chướng ngại vật và chiến đấu với Flair trong đám đông. Trở lại sàn đấu, Flair thực hiện cú Natural Selection trên Rousey trên ghế. Flair đã áp dụng đòn khóa Figure Eight Leglock, nhưng Rousey đã sử dụng chiếc ghế để thoát ra. Rousey với tay lên và móc Flair vào một cái băng tay qua ghế. Flair từ chối bỏ cuộc, khiến Rousey vặn cánh tay của Flair và cuối cùng Flair nói "Tôi bỏ cuộc", do đó Rousey đã giành chức vô địch SmackDown Women's Championship. Ngay sau đó đã được tiết lộ rằng Flair bị gãy xương xuyên tâm ở cẳng tay và sẽ phải nghỉ thi đấu vô thời hạn.
Trong trận đấu áp chót, Happy Corbin đối đầu với Madcap Moss. Trong trận đấu, Corbin đã thực hiện cú Senton Bomb trên Moss để hạ gục. Cuối cùng, Moss chạy dây và thực hiện cú Sunset Flip để giành chiến thắng trong trận đấu.

## Trận đấu tâm điểm
The Bloodline (Roman Reigns và The Usos (Jey Uso và Jimmy Uso) (đi cùng với Paul Heyman) đối đầu Drew McIntyre và RK-Bro (Randy Orton và Riddle) trong một trận đấu đồng đội sáu người. Trong trận đấu, Reigns và McIntyre đã ẩu đả trên võ đài. Khi Reigns đánh Riddle khỏi sàn đấu, McIntyre thực hiện cú đá Claymore trên Reigns. Riddle thực hiện cú Floating Bro trên Jey. Jey tung cú  Elevated neckbreaker trên Riddle, nhưng Orton đã cứu trước khi trọng tài đếm đến ba. Tại khu vực ngoài sàn đấu, Reigns đã nhảy ra khỏi các bậc thang và thực hiện một cú đấm Superman Punch vào Orton. McIntyre đã tung cú Powerbomb lên Reigns rơi vào bàn bình luận viên, nhưng Jimmy đã cứu Reigns và chịu cú đá Glasgow Kiss từ McIntyre. Trở lại sàn đấu, Riddle thực hiện một cú RKO đối với Jey từ dây thừng sàn đấu trên cùng. Reigns đã nhanh chóng ra lệnh đổi người trước khi Riddle thực hiện cú RKO, do đó sau khi Riddle đứng dậy, Reigns đã đánh anh ta bằng đòn Spear qua đó chiến thắng trong trận đấu.

## Kết quả
| #                                           | Kết quả | Thể loại                                                       | Thời gian |
| ------------------------------------------- | --- | -------------------------------------------------------------- | --------- |
| 1                                           | Cody Rhodes đánh bại Seth "Freakin" Rollins bằng đòn kết liễu                                                                                               | Trận đấu đơn                                                   | 20:45     |
| 2                                           | Omos (với MVP) đánh bại Bobby Lashley]] bằng đòn kết liễu                                                                                                   | Trận đấu đơn                                                   | 8:50      |
| 3                                           | Edge đánh bại AJ Styles bằng đòn khóa | Trận đấu đơn                                                   | 16:25     |
| 4                                           | Ronda Rousey đánh bại Charlotte Flair (c) | Trận đấu "I Quit" tranh đai WWE SmackDown Women's Championship | 16:35     |
| 5                                           | Madcap Moss]] đánh bại Happy Corbin bằng đòn kết liễu | Trận đấu đơn                                                   | 8:40      |
| 6                                           | The Bloodline (Roman Reigns và The Usos (Jey Uso và Jimmy Uso)) (với Paul Heyman) đánh bại Drew McIntyre và RK-Bro (Randy Ortonvà Riddle) bằng đòn kết liễu | Trận đấu đồng đội sáu người                                    | 22:20     |
| - (c) – chỉ người vô địch bước vào trận đấu | |                                                                |           |